# 에스텔라 로드리게스
에스텔라 로드리게스 비야누에바(스페인어: Estela Rodríguez Villanueva, 1967년 11월 12일~2022년 4월 10일)는 쿠바의 유도 선수이다. 1992년 하계 올림픽과 1996년 하계 올림픽에서 여자 헤비급 은메달을 획득했다.
2022년 4월 10일 아바나에서 54세의 나이로 사망했다.